# JBIG2
JBIG2 est un standard de compression d'image pour les images bichromes développé par le Joint Bi-level Image Experts Group (groupe conjoint d'experts des images binaires, en français). Ce standard permet au choix de compresser les images avec ou sans perte. Selon le site web du groupe, en mode sans perte, l’algorithme JBIG2 produit des fichiers en moyenne trois à cinq fois plus petits que des fichiers compressés à l'aide de l’algorithme du Groupe 4, utilisé notamment dans les fax, et de deux à quatre fois plus petits que le JBIG, le précédent algorithme conçu par ce même groupe d'experts.
JBIG2 a été rendu public en 2000 par l’UIT sous la dénomination de T.88 et a été normalisé en 2001 sous le nom d’ISO/IEC 14492.
La découverte d'un bug dans l'implémentation de JBIG2 pour certains scanners Xerox en 2013 a mené à l'interdiction de l'utilisation de ce standard pour l'archivage en Allemagne en 2015 par le BSI (Bundesamt für Sicherheit in der Informationstechnik).